# Marc Leishman
Marc Leishman (* 24. Oktober 1983 in Warrnambool, Australien) ist ein australischer Profigolfer der nordamerikanischen PGA TOUR und der PGA Tour of Australasia. Im Jahr 2009 wurde er von der PGA Tour als Rookie of the Year ausgezeichnet. Er war der erste Australier, der diese Auszeichnung gewinnen konnte.

## Turniersiege

### PGA-Tour-Siege (6)
- 2012: Travelers Championship
- 2017: Arnold Palmer Invitational
- 2017: BMW Championship
- 2018: CIMB Classic
- 2020: Farmers Insurance Open
- 2021: Zurich Classic of New Orleans (zusammen mit Cameron Smith)

### European-Tour-Siege (1)
- 2015: Nedbank Golf Challenge

### LIV-Golf-Siege (1)
- 2025: LIV Golf Miami

### Weitere Turniersiege (6)
- 2006: Cairns Classic
- 2006: Nth Qld X-Ray Services Cairns Classic
- 2006: Toyota Southern Classic
- 2006: Jisan Resort Open
- 2007: Toyota Southern Classic
- 2008: Victorian PGA Championship

## Resultate bei Major Championships
| Turnier               | 2010 | 2011 | 2012 | 2013 | 2014 | 2015 | 2016 | 2017 | 2018 |
| --------------------- | ---- | ---- | ---- | ---- | ---- | ---- | ---- | ---- | ---- |
| The Masters           | CUT  | DNP  | DNP  | T4   | CUT  | DNP  | CUT  | T43  | 9    |
| US Open               | CUT  | 51   | DNP  | CUT  | DNP  | CUT  | T18  | T27  | T45  |
| The Open Championship | T60  | DNP  | CUT  | CUT  | T5   | T2   | T53  | T6   | 60   |
| PGA Championship      | T48  | DNP  | T27  | T12  | T46  | CUT  | T60  | T13  | T71  |

| Turnier               | 2019 | 2020 | 2021 | 2022 |
| --------------------- | ---- | ---- | ---- | ---- |
| The Masters           | T49  | T13  | T5   | T30  |
| PGA Championship      | CUT  | CUT  | CUT  | T34  |
| US Open               | T35  | CUT  | 64   | T14  |
| The Open Championship | CUT  | KT   | CUT  | CUT  |

DNP = nicht teilgenommen

CUT = Cut nicht geschafft

T = geteilte Platzierung

KT = kein Turnier

Grüner Hintergrund = Siege

Gelber Hintergrund = Top 10

## Teilnahme an Teamwettbewerben
- World Cup (für Australien): 2016
- Presidents Cup (für International): 2013, 2015, 2017, 2019